# Masami Tanaka
Masami Tanaka (ur. 22 grudnia 1982 w Hyogo) – japońska siatkarka, grająca na pozycji przyjmującej, była zawodniczka SSK Calisia Kalisz.
| Klub                    | Kraj    |
| ----------------------- | ------- |
| Tulle Naves Volley-Ball | Francja |
| SSK Calisia Kalisz      | Polska  |
| ?                       | ?       |